# فلبينيون
الفلبينيون يشير إلى مواطني جمهورية الفلبين وعلى الأشخاص الذين لديهم نسب فلبيني. وهناك حوالي 92 مليون فلبيني في الفلبين  ونحو 11 مليونا من خارج الفلبين 
كثير من الفلبينيين يشيرون إلى انفسهم بالعامية باسم "Pinoy" (المؤنث : "Pinay")، وهي كلمة عامية بأخذ الأحرف الأربعة الأخيرة من "Pilipino", ، وإضافة "-y". وقبل 1987 كانت الأبجدية الفلبينية (Abakada) تفتقر إلى الحرف F مما سبب تبديله ب P. ،وعندما تم أخيرا اعتماد الأبجدية الفلبينية الحديثة ذات ال 28 حرف رسميا في عام 1987 ،يفضل الاسم " Filipino " على "Pilipino".

## التاريخ
أقدم بقايا لإنسان لا تزال موجودة في الفلبين هي شظايا متحجرة لعظام الفك والجمجمة، واكتشفت في 1960 من قبل الدكتور روبرت ب. فوكس، عالم الانثروبولجيا الأميركي في المتحف الوطني. علماء الأنثروبولوجيا الذين فحصوا هذه الرفات البشرية اتفقوا على أنه ينتمي إلى الإنسان الحديث. وتشمل هذه " homo sapiens" التي تُفرَق عن "homo erectus species".مما يشير إلى أن هذا الرفات قبل منغولي. ومصطلح منغولي يطلقه الأنثروبولوجيون على المجموعة العرقية التي هاجرت إلى جنوب شرق آسيا خلال فترة الهولوسين وتطورت إلى Austronesian people، مجموعة من الملايو أو Malayo الناطقين البولينيزية، وهو جزء من لهجة لغة Austronesian،  واللغة الفورموزية  وجدت في جنوب شرق آسيا، والجزر البولينيزية ومدغشقر.
ومنذ حوالي 30,000 سنة كان "Negritos" الذين أصبحوا أسلاف Aeta، Agta ،, Ayta، Ati، Dumagat وقبائل أخرى من الفلبين تشكل حوالي.003 ٪ من مجموع سكان الفلبين. ومنذ ما يقرب من 2,000 سنة مضت السكان الاصليين التايوانيون استقروا في ما هو الآن الفلبين بواسطة الإبحار أو السفر في الجسور البرية. كانت الشعوب الأصلية في الفلبين أيضا على اتصال مع الشعوب الآسيوية الأخرى مثل الماليزية والاندونيسية والصينية. [بحاجة لمصدر] وأنشأت المجموعات العرقية المختلفة العديد من المجتمعات المحلية التي شكلتها استيعاب الممالك المختلفة للسكان الأصليين في الفلبين. وبحلول القرن الثالث عشر، توجه الإسلام إلى الفلبين عن طريق التجار المسلمين من ماليزيا واندونيسيا. ومعظم قبائل السكان الأصليين في الفلبين يمارسون مزيج من الروحانية والإسلام. وكانت هناك قرى أصلية تسمى Barangays يحكمها Rajahs and Datus.
وخلال الحكم الإسباني، كانت الفلبين محكومة من مكسيكو سيتي نيابة عن الإمبراطورية الإسبانية. وكانت أوائل المستوطنين الأسبانية في معظمها مستكشفين وجنود ومسؤولين حكوميين ودينيين ولدوا في إسبانيا والمكسيك. واستقر ال " Peninsulares " (الحكام الأسبان الذين ولدوا في إسبانيا) في هذه الجزر لحكم هذه الأرض. ووقعت حالات الزواج المختلط بين الإسبان والسكان الأصليون في بعض الأحيان، ولكن لم تكن شائعة كما كان في الأمريكتين. أقلية فقط من التكاثر والتزاوج، وقعت بين المجموعتين العرقيتين في الفلبين. فبعض المستوطنين تزوجوا من بنات Rajahs، Datus (مشايخ القبائل) لتعزيز استعمار الجزر في حين أن بعض الأسبان فقط تزوجوا أخرى ات. وقبل افتتاح قناة السويس في عام 1867، تم فتح الفلبين للتجارة الدولية، وكان هناك بعض الأوروبيين مثل البريطانيون والألمان والفرنسيو، الذين استقروا في هذه الجزر.
في العام 1843 غزّا ماجلان جزيرة لوزون جالباً معه الحملات التنصيرية، ولكن تصدى له القائد الإسلامي لابو لابو و انتصر المسلمون على المسيحيين وطلب الأسبان من لابو لابو تسليمهم جثمان ماجلان مقابل أعطائهم الأموال الكثيرة ولكنه رفض.
اسم الفلبين ( filipeno ) مشتق من الملك الإسباني فيليب الثاني حين غزا الأسبان جزر المورو وأسموها بأسم ملكهم Philip II، واطلق الاسم الأسباني في القرن الساد عشر بواسطة قادة الجند الإسباني Ruy López de Villalobos في عام 1863 .
بعد الهزيمة من أسبانيا خلال الحرب الأسبانية الأمريكية في عام 1898، أصبح ويسلي ميريت أول حاكم أميركي للفلبين. وفي 10 ديسمبر، 1898 وضعت معاهدة باريس رسميا حدا للحرب، مع تخلي إسبانيا عن الفلبين وغيرها من المستعمرات إلى الولايات المتحدة في مقابل 20 مليون دولار أمريكي. وأسست الولايات المتحدة الحكم المدنى في عام 1901، مع وليام هوارد تافت كأول حاكم عام أمريكي، ، وعدد من الاميركيين استقروا في هذه الجزر. كانت فترة الهجرة الأمريكية إلى الفلبين خلال الحرب العالمية الثانية وحصلت البلاد على استقلالها من جانب الولايات المتحدة في عام 1946.

## دراسات جينية
كشفت الدراسة التي أجريت خلال عام 2001 في جامعة ستانفورد أن كروموسوم Haplogroup O3-M122 (وصفت بانها "Haplogroup L" في هذه الدراسة) هو ال "Y-chromosome DNA haplogroup" الأكثر شيوعا بين الفلبينيين. هذا الكروموسوم هو الغالب بين الصينيين والكوريين والفيتناميين. والهابلوجروب الآخر Haplogroup O1a-M119 (وصف بانه Haplogroup H في هذه الدراسة) شائع بين الفلبينيين. ومعدلات هابلوجروب O1a Haplogroup O1a هي أعلى نسبة بين السكان الاصليين التايوانيين والناطقين بالكاميك Chamic-speaking people. عموما، فإن معدل الجينات الموجود بين الفلبينيين يشير إلى قبيلة Ami التاياونية كاقرب اجداد للفلبينيين.هذه النتائج تتفق مع النظرية القائلة بأن أسلاف الشعب الفلبينى قد نشأوا في الشرق القاري أو جنوب شرق آسيا قبل أن يهاجروا إلى الفيلبين مرورا بتايوان. وفي دراسة لعام 2002 فيجامعة الصين الطبية، أشارت الدراسة إلى أن الفلبينيين يشتركون مع الشعوب الآسيوية، مثل السكان الاصليين لتايوان واندونيسيا وتايلاند والصين في الصفات الجينية. وأشارت مجموعة متنوعة من الدراسات البحثية في جامعة الفلبين، إلى تقارب الجينات الكروموسومية من مناطق مختلفة من شرق آسيا، وجنوب شرق آسيا. والجين الوراثى السائد هو SC، وهو الموجود في جنوب شرق آسيا.
وتعداد السكان المختلطين أو من غير الأصول الفلبينية لا يزال غير معلوما.ومع ذلك، وفقا لدراسة حديثة أجراها مركز أبحاث جامعة ستانفورد آسيا والمحيط الهادئ، أ، أقل من 3.6 ٪ من سكان الفلبين بدرجات متفاوتة من أصول أوروبية ناتج من الاستعمار الإسباني والأمريكي.

## اللغات
وفقا للغات العالم، هناك حوالي 180 لغة يتكلمها في الفلبين. الفلبينية (على أساس التغالوغية) والإنكليزية هي اللغات الرسمية. وهناك لغات رئيسية وثانوية أخرى من الفلبين تشمل السيبيونو، Ilokano، هيليغاينوني، الواراى، كابامبانغان، بيكولي، بانجاسينان، Tausug، ماجوينداناو، ماراناو ، Kinaray واحد، Bân - lâm - والإسبانية. ونظام الأبجدية الفلبينية الحديثة ذات ال 28 حرف، التي اعتمدت في عام 1987، هو نظام الكتابة الرسمية.

## التشتت
يشكل الفلبينيين مجموعة من الأقليات العرقية في الأمريكتين وأوروبا وأوقيانوسيا،  وفي الشرق الأوسط وغيرها من البلدان في العالم.